# Rolf Botvid
Rolf Botvid, egentligen Rolf Hakon Börjesson, född 26 december 1915 i Göteborg, död 22 juli 1998 i Benidorm, Spanien, var en svensk skådespelare och manusförfattare. Han var gift med skådespelerskan Marianne Gyllenhammar.
Rolf Botvid var son till skådespelaren John Botvid. Han spelade revy hos Karl Gerhard på Helsingborgsteatern och på Södran. Botvid skrev flera filmmanus i samarbete med Nils Poppe.

## Filmografi (skådespelare)
- 1934 – Atlantäventyret
- 1935 – Under falsk flagg
- 1935 – Reklamfilm Fröjds Välklädd är välsedd
- 1936 – På Solsidan
- 1936 – Samvetsömma Adolf
- 1936 – Kungen kommer
- 1936 – 65, 66 och jag
- 1936 – Han, hon och pengarna
- 1937 – Klart till drabbning
- 1937 – Än leva de gamla gudar
- 1937 – Lyckliga Vestköping
- 1937 – Skicka hem Nr. 7
- 1938 – Kamrater i vapenrocken
- 1938 – Svensson ordnar allt!
- 1938 – Du gamla du fria
- 1938 – I nöd och lust
- 1938 – Herr Husassistenten
- 1939 – Panik
- 1940 – Beredskapspojkar
- 1940 – Snurriga familjen
- 1940 – Stål
- 1941 – Tänk, om jag gifter mig med prästen
- 1942 – Flickan i fönstret mitt emot
- 1942 – I gult och blått
- 1942 – Olycksfågeln nr 13
- 1942 – En sjöman i frack
- 1943 – Anna Lans
- 1943 – Det går som en dans...
- 1943 – Kungsgatan
- 1943 – En fånge har rymt
- 1945 – Sten Stensson kommer till stan
- 1947 – Stackars lilla Sven
- 1949 – Hur tokigt som helst
- 1949 – Pappa Bom
- 1953 – Dumbom
- 1956 – Skorpan
- 1958 – Flottans överman

### Regi
- 1945 – Rattens musketörer

### Manus (i urval)
- 1943 – Aktören
- 1945 – Sextetten Karlsson
- 1945 – Rattens musketörer
- 1945 – Blåjackor
- 1946 – Pengar - en tragikomisk saga
- 1947 – Stackars lilla Sven
- 1963 – Sten Stensson kommer tillbaka

## Teater

### Roller
| År   | Roll  | Produktion                                                        | Regi | Teater                  |
| ---- | ----- | ----------------------------------------------------------------- | ---- | ----------------------- |
| 1937 | Chick | Ringdans, eller Kärlek i tungvikt James Gleason och Richard Taber |      | Odeonteatern, Stockholm |

### Fotnoter
1. ↑  Rotemannen, CD-ROM, Sveriges Släktforskarförbund/Stockholms Stadsarkiv (2012).
2. ↑  ”Rolf Botvid - SFdb”. https://www.svenskfilmdatabas.se/sv/item/?type=person&itemid=60223. Läst 16 januari 2022.
3. 1 2 3  ”Rolf Botvid”. IMDb.com. Arkiverad från originalet den 6 januari 2015. https://web.archive.org/web/20150106165202/http://akas.imdb.com/name/nm0098762/. Läst 21 oktober 2012.
4. ↑  ”Marianne Gyllenhammar”. Svensk Filmdatabas. Arkiverad från originalet den 8 april 2014. https://web.archive.org/web/20140408024058/http://sfi.se/sv/svensk-filmdatabas/Item/?type=PERSON&itemid=61020&iv=OVERVIEW. Läst 1 april 2014.
5. ↑  ”Rolf Botvid”. 78-varvare och Film. Arkiverad från originalet den 13 april 2021. https://web.archive.org/web/20210413014115/http://musiknostalgi.atspace.cc/rolbot.htm. Läst 2 januari 2015.
6. ↑  ”Teater Musik Film”. Dagens Nyheter:  s. 12. 31 december 1936. http://arkivet.dn.se/arkivet/tidning/1936-12-31/356/12. Läst 9 januari 2016.
7. ↑  ”Boxning och kärlek på Odéon”. Dagens Nyheter:  s. 14. 2 januari 1937. http://arkivet.dn.se/arkivet/tidning/1937-01-02/1/14. Läst 9 januari 2016.